# 昭安皇后
昭安皇后宋氏（？—？），北周谘议参军、武周烈祖武儉妻。武则天曾祖母。
她事跡不詳，只知她嫁與武周烈祖。光宅元年（684年），武則天追封武儉為太尉、金城郡王，夫人宋氏則為金城郡王妃。五年後（永昌元年，689年），武則天再加封武儉為魏義康王，宋氏為魏義康王妃。
後來，在次年（690年），武則天即皇帝位，改元天授，尊封魏義康王諡號昭安皇帝，廟號烈祖。而宋氏就被上諡號昭安皇后，陵曰靖陵。